# Tines d'en Bleda
Les Tines d'en Bleda són uns conjunts de tines del municipi del Pont de Vilomara i Rocafort (Bages) protegits com a béns culturals d'interès local.

## Tines d'en Bleda 1
És un conjunt de dues tines que se situa a tocar del llit del riu Flequer. Són de planta circular i cadascuna té la seva barraca. La part inferior és construïda amb pedra i morter de calç i l'interior recobert de ceràmica. S'accedeix a les tines per la part superior, aquí els murs són de pedra, sense material d'unió. La coberta és feta pel mètode d'aproximació de filades i a sobre s'hi estén una capa de sorra i pedruscall.
Observant el conjunt de cara a les portes d'entrada a les tines, descrivim les edificacions d'esquerra a dreta trobem que la tina número 1 té la llinda partida i se n'ha esfondrat part de l'entrada. Té una finestreta i un tronc encastat en el qual es lligava la corda per poder trepitjar el raïm. La tina número 2 té una llinda i també una finestreta. Hi ha restes de la frontissa de la porta. Les tines tenen cadascuna la seva barraca feta de pedra seca, amb coberta de falsa cúpula i planta circular. Tenen doble llinda, una a l'exterior i l'altra a l'interior. A dins de la barraca hi ha el broc per on rajava el vi.

## Tines d'en Bleda 2

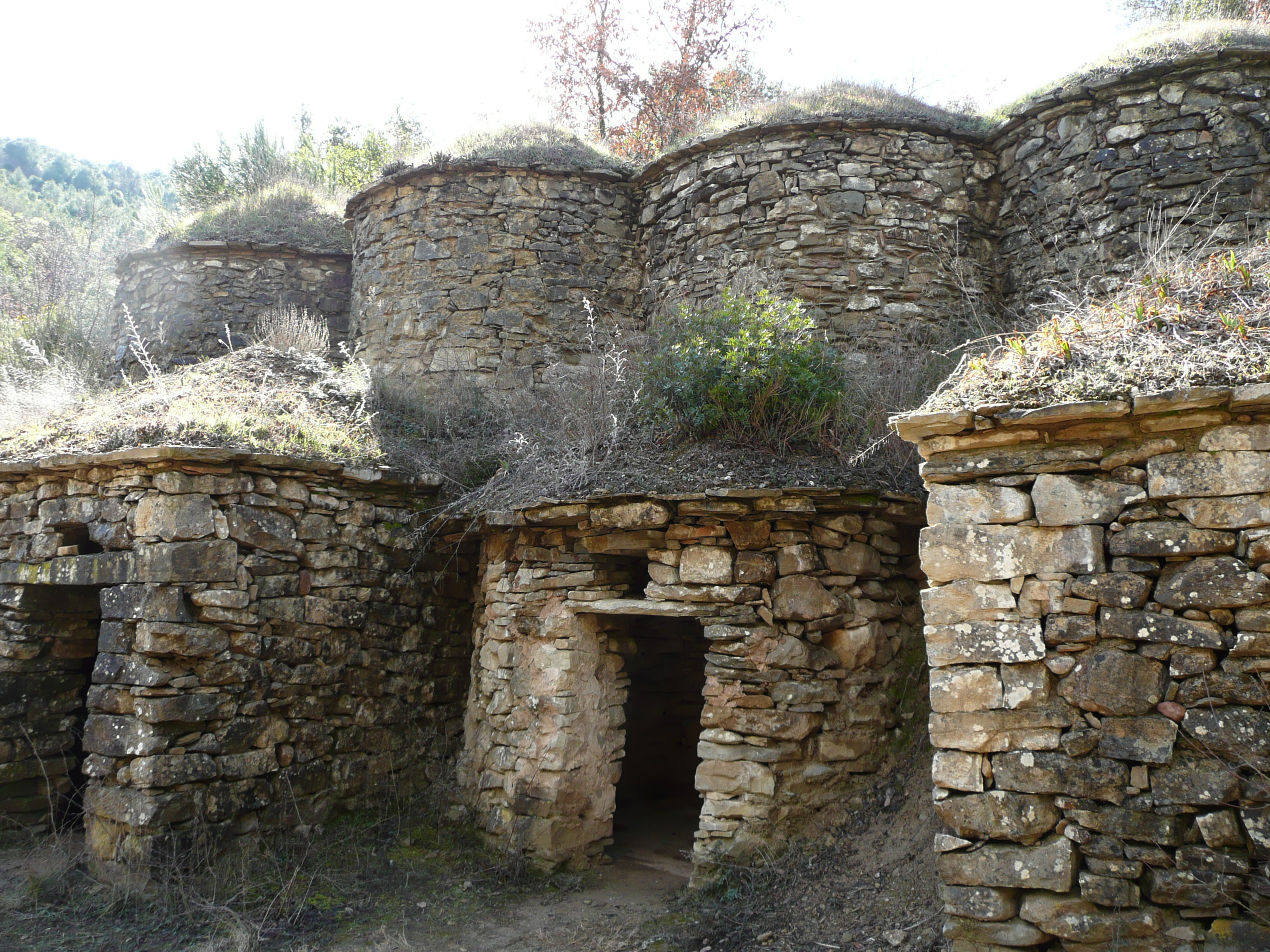
Segon conjunt de la Bleda, també anomenat tines d'en Tosques.

El segon conjunt de la Bleda, o tines d'en Tosques, és situat a tocar del llit del riu Flequer. Es tracta de quatre tines de planta circular amb una barraca adossada a cadascuna. La part inferior de les tines és feta amb pedra i morter de calç, amb l'interior recobert de rajoles. A la part superior hi ha l'entrada i els murs són de pedra sense material d'unió. La coberta és feta amb el mètode d'aproximació de filadesi a sobre s'hi estén una capa de sorra i pedruscall.
Observant el conjunt de cara a les portes d'entrada a les tines, descrivim les edificacions d'esquerra a dreta. La tina número 1 té una llinda, esquerdada, a la porta d'accés. Hi ha restes de la frontissa de la porta. Les rajoles del dipòsit estan deteriorades tot i que l'estat de conservació general és força bo. La tina número 2 té la llinda trencada i part d'ella ha desaparegut. La porta igual, que la llinda número 1, té una forma arrodonida. Les rajoles de dipòsit presenten una coloració més fosca del que és habitual.
La tina número 3 ha perdut la llinda de pedra, hi trobem, però, un tronc que podria fer la funció de llinda interior. Les rajoles també són fosques. La tina número 4, igual que la número 3, és de forma rectangular i en manca la llosa superior que tanca la coberta. Cada una de les quatre tines té el broc de sortida del dipòsit en cadascuna de les respectives barraques. La vegetació impedeix l'observació i accés al conjunt.
Les barraques adossades són construïdes amb pedra seca i cobertes amb falsa cúpula. La primera tina és de planta rectangular, la porta també i té doble llinda. La segona barraca, a diferència de les altres, és de planta circular. Presenta restes de la frontissa. La tercera barraca és de planta rectangular i la quarta és de planta irregular. En aquesta última la llinda està partida. A uns centímetres per sobre del broc hi trobem la data "1880".